# Quốc hội Việt Nam khóa VII
Quốc hội Việt Nam khóa VII (nhiệm kỳ 1981 - 1987) có 496 đại biểu tham dự, có số lượng cao hơn kỳ quốc hội trước đó là 4 đại biểu. Cuộc bầu cử cho kỳ Quốc hội khóa VII được diễn ra vào ngày 26 tháng 4 năm 1981 với 97,96% cử tri cả nước tham gia bầu cử. Kỳ họp đầu tiên của Quốc hội khóa VII được diễn ra từ ngày 24 tháng 6 đến ngày 4 tháng 7 năm 1981 tại Hà Nội.

## Kết quả bầu cử
Cuộc bầu cử của Quốc hội Việt Nam khóa VII được diễn ra vào ngày 26 tháng 4 năm 1981 với 97,96% cử tri cả nước tham gia bầu cử. Tổng số đại biểu được bầu là 496 người (Trong nhiệm kỳ khoá VII có 6 đại biểu từ trần, đã bầu bổ sung 6 đại biểu).
Thành phần đại biểu Quốc hội:
- Công nhân: 100 (20,16%)
- Nông dân: 92 (18,55%)
- Tiểu thủ công nghiệp: 9 (1,81%)
- Quân đội: 49 (9,97%)
- Cán bộ chính trị: 121 (24,40%)
- Trí thức và nhân sĩ: 110 (22,18%)
- Nhân sĩ, tôn giáo: 15 (3,02%)
- Ðảng viên: 435 (87,70%)
- Ngoài Ðảng: 61 (12,30%)
- Phụ nữ: 108 (21,77%)
- Thanh niên (23-35 tuổi): 90 (18,15%)
- Dân tộc thiểu số: 74 (14,92%)
- Cán bộ ở Trung ương: 167 (33,67%)
- Cán bộ ở địa phương: 329 (66,33%)

## Tổng kết các kỳ họp Quốc hội khóa VII
Cuộc họp đầu tiên của Quốc hội khóa VII đã được diễn ra vào ngày 24 tháng 6 đến ngày 4 tháng 7 năm 1981 với Hội đồng Nhà nước gồm 12 thành viên;
- Chủ tịch Hội đồng Nhà nước: Trường Chinh.
- Chủ tịch Quốc hội: Nguyễn Hữu Thọ.
- Hội đồng Bộ trưởng; Chủ tịch: Phạm Văn Ðồng.
- Chánh án Toà án nhân dân tối cao: Phạm Hưng.
- Viện trưởng Viện kiểm sát nhân dân tối cao: Trần Lê.
- Hội đồng dân tộc và các Uỷ ban cuả Quốc hội gồm: Uỷ ban Pháp luật; Uỷ ban Kinh tế, Kế hoạch và Ngân sách; Uỷ ban Văn hoá-Giáo dục; Uỷ ban Khoa học và Kỹ thuật; Uỷ ban Y tế và Xã hội; Uỷ ban Thanh niên, Thiếu niên và Nhi đồng; Uỷ ban Ðối ngoại.

Trong nhiệm kỳ, Quốc hội khóa VII tổ chức 12 kỳ họp, ban hành 10 đạo luật và 35 nghị quyết; Hội đồng Nhà nước đã ban hành 15 pháp lệnh. Ngoài các đạo luật về tổ chức bộ máy nhà nước được ban hành mới theo Hiến pháp 1980, lần đầu tiên Quốc hội đã ban hành Bộ luật Hình sự (1985) gồm 280 điều quy định về tội phạm và hình phạt; Luật Hôn nhân và Gia đình (1986) gồm 57 điều trên cơ sở kế thừa và phát triển Luật Hôn nhân và Gia đình (1959), thể hiện bước phát triển đáng kể trong hoạt động lập pháp của Quốc hội.